# Tomás Bryan Livermore
Tomás Bryan Livermore (Málaga, 6 de noviembre de 1824 - Albacete, 11 de septiembre de 1902) fue un obispo de Cartagena.

## Biografía
Nació en el seno de una familia muy integrada en las altas esferas malagueñas. Así, su madre, Ana María Livermore Salas, era cuñada de José de Salamanca y Mayol, Serafín Estébanez Calderón y Manuel Agustín Heredia, y su hermana Ana se casó con el diputado y luego ministro de Gracia y Justicia, Federico Vahey Alba.
Estudió bachillerato en Birmingham y después ingeniería en París. Luego optó por la carrera eclesiástica, cursando filosofía y teología en la Universidad de Madrid y se ordenó sacerdote en 1857. Pasó después a Roma, doctorándose en Sagrada Teología en 1862 en la Pontificia Universidad Gregoriana.
De regreso en Málaga, fue profesor del Seminario Conciliar, donde estuvo veinte años.
Su promoción al episcopado resultó cuando menos inesperada. Su nombramiento para la sede de Cartagena se vincula con sus lazos familiares con Amalia Loring y Heredia (era primo carnal de su madre, Amalia Heredia Livermore), esposa del entonces ministro de Gracia y Justicia, Francisco Silvela. Así, presentado por el gobierno en 29 de marzo de 1884, fue consagrado en la madrileña iglesia del Buen Suceso en 29 de enero de 1885. En 1887 fue designado senador del Reino.

## Obras destacadas
- Carta pastoral del venerable Obispo de Cartagena acerca del Liberalismo (1889)